# 瑞梅勒
瑞梅勒（法語：Jumel，法語發音：[ʒymɛl]）是法国上法蘭西大區索姆省的一个市镇，属于蒙迪迪耶区。

## 地理
瑞梅勒（49°45'31"N, 2°21'6"E）面积8.89 平方千米，位于法国上法蘭西大區索姆省，该省份为法国北部沿海省份，北起加来海峡省和北部省，西接滨海塞纳省和大西洋英吉利海峡，南至瓦兹省，东临埃纳省。
与瑞梅勒接壤的市镇（或旧市镇、城区）包括：努瓦河畔阿伊、埃塞尔托、努瓦河畔埃斯特雷、格拉特庞什、努瓦河畔居扬库尔、奥雷莫。
瑞梅勒的时区为UTC+01:00、UTC+02:00（夏令时）。

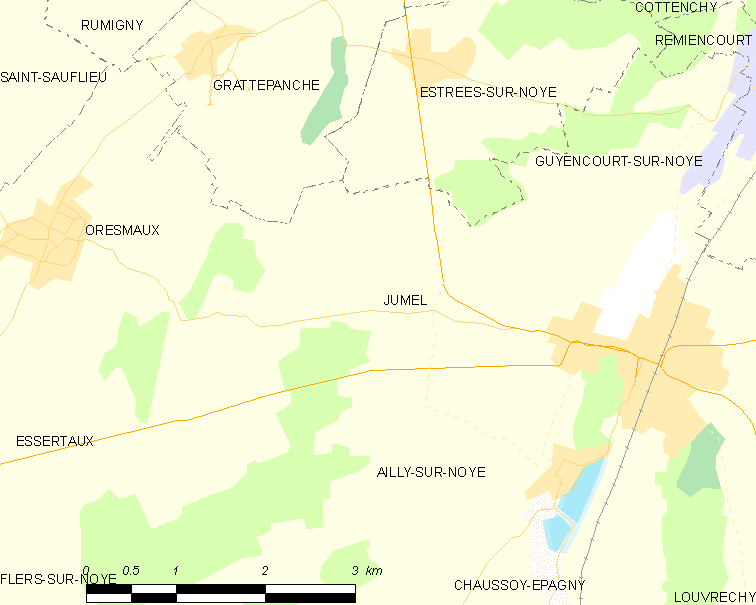
瑞梅勒的OSM定位图

## 行政
瑞梅勒的邮政编码为80250，INSEE市镇编码为80452。

## 政治
瑞梅勒所属的省级选区为努瓦河畔阿伊县。

## 人口

1962-2008年间瑞梅勒人口变化图示

瑞梅勒于2022年1月1日时的人口数量为531人。